# 岩岡次郎
岩岡 次郎（いわおか じろう、1905年 - 1991年）は、日本の自動車技術者。トヨタ自動車工業の製造部長などを経て、アイシン精機の初代社長や会長を務めた。藍綬褒章受章。自動車部品製造事業を確立した。

## 人物・経歴
福岡県出身。1927年東京高等工業学校（のちの東京科学大学）機械科卒業、豊田自動織機製作所入社。豊田喜一郎の紹介により1934年から東北帝国大学に国内留学して成瀬政男に師事し、紡織機製造の傍らで自動車試作などに従事した。その後自動車量産化のため、菅隆俊のもと、豊田英二、齋藤尚一と豊田自動織機製作所挙母工場（のちのトヨタ自動車本社工場）の建設構想にあたった。トヨタ自動車工業設立後は同社製造部長に就任。同社航空機部長、東海飛行機取締役を経て、1954年から1966年まで愛知工業社長及び後身のアイシン精機社長。アイシン精機会長、日本ミシン協会会長等も歴任した。1965年藍綬褒章受章。トヨタグループの部品製造事業を確立した。